# Hospital de convalecientes

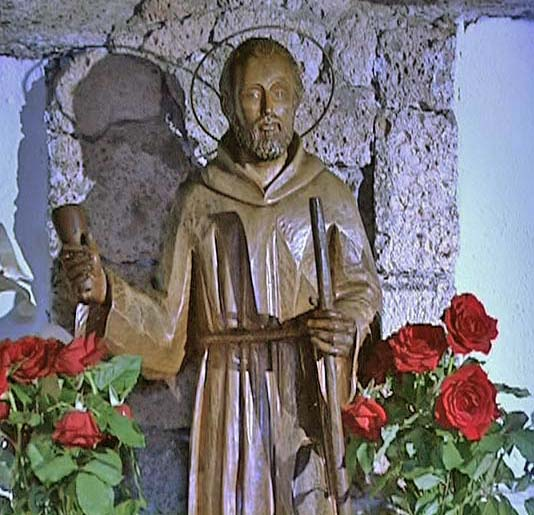
El misionero español San Pedro de San José de Betancur fue el fundador del primer hospital para convalecientes en América.

Los hospitales de convalecientes, convalecencias o casas de convalecencia eran instituciones que acogían a los enfermos salidos de otros hospitales para pasar la convalecencia. 

## Justificación
La justificación de los hospitales de convalecencia se encuentra en una época en que las mínimas condiciones de higiene y salubridad no estaban aseguradas en los hospitales convencionales. Las convalecencias apresuraban el cabal restablecimiento de los enfermos, preservaban a estos de las recaídas y les libraban de las eventualidades de infección y de contagio inherentes a todo hospital. La variación de cama, de aire, de alimentos, de horizonte y de relaciones se consideraba que ejercía el más saludable influjo en aquellos que apenas salidos del peligro de una enfermedad grave, veían comprometida su convalecencia por el temor de afecciones contagiosas, por las emanaciones deletéreas, por la agitación nocturna y los gritos de un delirante, etc., si continuaban en el hospital. 
En los hospitales que no tenían anexas casas de convalecencia era muy común ver las convalecencias bruscamente interrumpidas por alguno de esos fatales incidentes. En dichos hospitales, que eran los más, las camas casi nunca estaban desocupadas; la cama caliente del que acaba de salir se daba, sin orear ni expurgar, al que entra enseguida de aquel: unas veces por falta de tiempo y otras por falta de cuidado o de buena voluntad. Las Convalecencias aclararían las camas y podrían dar tiempo para todo. 
La concesión de convalecencias y la fijación del número de días debían dejarse absolutamente a discreción del médico. En algunos hospitales había una sala de convalecencia, como básica medida de higiene.

## Historia
El religioso español Bernardino de Obregón, después de haber fundado, en 1567, la conocida congregación hospitalaria de los enfermeros obregones, erigió en la calle de Fuencarral de Madrid bajo la advocación de Santa Ana, un hospital de convalecencia que también servía de seminario para niños huérfanos y asilo de expósitos.
En América el primer hospital para convalecientes fue fundado en Guatemala por el hermano franciscano español Pedro de San José de Betancur  (1626-1667), también  fundador de la Orden de los Betlemitas.
En 1662 se fundó en París un hospital de convalecientes de 22 camas y en 1680 (habiéndose puesto la primera piedra el 26 de marzo de 1629) quedó definitivamente erigida en Barcelona, por la generosidad de varios particulares, un hospital de convalecientes excelente, bien dispuesto, sin que el higienista encontrara en ella otro reparo que el de estar intramuros y, sobre todo, demasiado pegada al hospital general de enfermos. A instancias de Gerard van Swieten, fundó la reina María Teresa I de Austria un hospital de convalecientes en Viena, etc.